# Placówka Straży Celnej „Iwaszkowce”

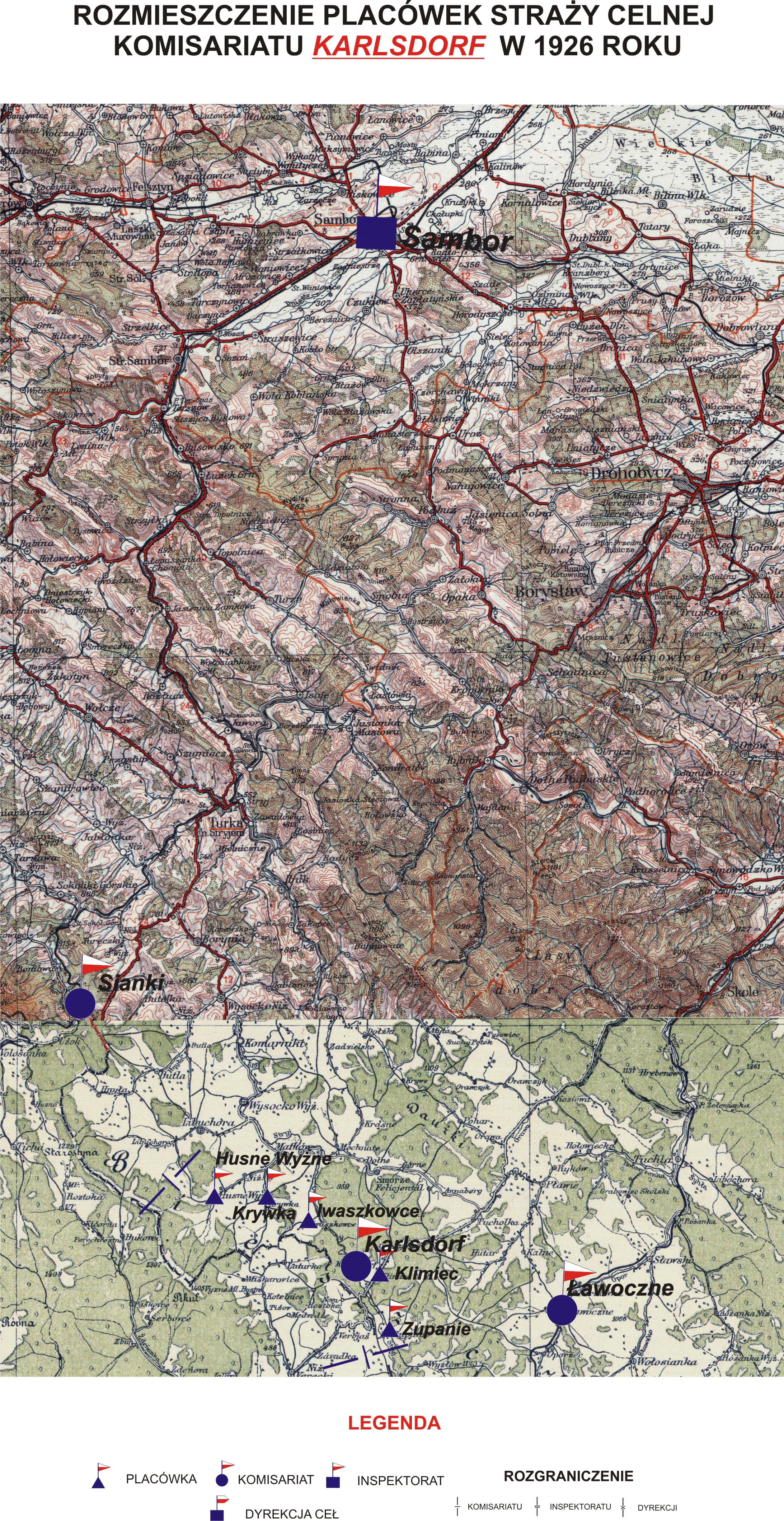
Rozmieszczenie placówek SC Komisariatu Karlsdorf w 1926 r.

Placówka Straży Celnej „Iwaszkowce” – jednostka organizacyjna Straży Celnej pełniąca w okresie międzywojennym służbę ochronną na granicy polsko-czechosłowackiej.

## Formowanie i zmiany organizacyjne
Na wniosek Ministerstwa Skarbu, uchwałą z 10 marca 1920 roku, powołano do życia Straż Celną. Jednostki Straży Celnej rozpoczęły przejmowanie odcinków granicy od pododdziałów Batalionów Celnych. W 1921 roku w Świętosławiu stacjonował sztab 4 kompanii, a w Tucholce sztab 2 kompanii 12 batalionu celnego. Kompanie wystawiały między innymi placówkę w Iwaszkowcach. Proces tworzenia Straży Celnej trwał do końca 1922 roku. Placówka Straży Celnej „Iwaszkowce” weszła w podporządkowanie komisariatu Straży Celnej „Karlsdorf” z Inspektoratu SC „Sambor”.
W drugiej połowie 1927 roku przystąpiono do gruntownej reorganizacji Straży Celnej. W praktyce skutkowało to rozwiązaniem tej formacji granicznej. Ochronę północnej, zachodniej i południowej granicy państwa przejęła powołana z dniem 2 kwietnia 1928 roku Straż Graniczna.

## Funkcjonariusze placówki
Kierownicy placówki
| stopień  | imię i nazwisko, numer | okres pełnienia służby | kolejne stanowisko |
| -------- | ---------------------- | ---------------------- | ------------------ |
| strażnik | Jan Nycek (805)        | był w 1926             |                    |

Obsada personalna placówki w 1926:
- strażnik Jan Nycek (805)
- strażnik Jan Całka (1810)
- strażnik Władysław Stępień (1952)